# Clusia radiata
Clusia radiata är en tvåhjärtbladig växtart som beskrevs av Bassett Maguire och Phelps. Clusia radiata ingår i släktet Clusia och familjen Clusiaceae. Inga underarter finns listade i Catalogue of Life.